# 脂眼鯡
脂眼鯡，俗名臭肉鰮、鰮仔，為輻鰭魚綱鯡形目鯡科的其中一種。

## 分布
本魚廣泛分布於全球熱帶及亞熱帶之海域。

## 深度
水深0~10公尺。

## 特徵
本魚體呈圓筒形，腹緣無稜鱗。口小，開於吻端。上下頷等長。具細齒，但易脫落。被圓鱗，易脫落。胸鰭和腹鰭基部具腋鱗。腹鰭在背鰭基部後方。背鰭鰭條16~21枚；臀鰭9~13枚；腹鰭軟條8枚；尾鰭深叉。體背部綠褐色，體側下方和腹部銀白色。背鰭、胸鰭、尾鰭淡黃色；餘鰭淡色。眼完全為脂性眼瞼所覆蓋。體長可達25公分。

## 生態
為暖海性的洄游魚類，喜愛黑潮系統，高溫且高鹽度的澄清海水，時常大群速度敏捷地在表面游泳，張開口而忽左忽右地濾取浮游動物中的端腳類或橈角類為食。

## 經濟利用
食用魚，為肉腥易腐爛，不利鮮食，適合曬成魚乾。